# La Fin du monde (album)
Pour les articles homonymes, voir La Fin du monde.
Albums de NAP
La Racaille sort 1 disque
(1996) À l'intérieur de nous
(2000)
La Fin du monde est le deuxième album des New African Poets (NAP), sorti en 1998.

## Liste des titres
1. Le message (intro)
2. La fin du monde
3. Le chant des signes (avec Ste Strausz)
4. Ita est (avec Lisa Doby)
5. Si loin si proche (avec Wallen)
6. Au sommet de Paris (avec Kohndo)
7. Le ghetto pleure
8. La ligne du 14
9. 5 ans de répit (avec Faf Larage)
10. L'impasse
11. Sans regret (avec Rocca)
12. Pas même un sourire (avec Shurik'N)
13. Au revoir à jamais
14. Le triangle des bermudes (avec Freeman)
15. Propos sur le pouvoir (avec Rockin'Squat et Radical Kicker)
16. Jeux de guerre
17. Les maitres du monde
18. Demain fera le reste

## Classements
| Pays   | Meilleure position | Semaines classées |
| ------ | ------------------ | ----------------- |
| France | 40                 | 5                 |